# Груја Мишковић
Груја Мишковић (рођен 6. јануара 1826. у Кадиној Луки, Ваљево, умро у Београду, 16. јануара 1880) је био пуковник српске војске.
По завршетку нижих школа ступио је у војску 1843. године и до 1848. напредовао до наредничког чина. Током мађарске револуције 1848-1849. је командант добровољаца у одреду Стевана Книћанина. Учествовао је у многим биткама: код Беле Цркве, Вршца, Сегедина, Мошорина, битке на Томашевцу, Јарковцу, битке код Панчева, затим битке на Вилову и другим. Тешко рањен код Перлеза, за шта је добио златну медаљу за хранрост од аустријског цара. По повратку у Србију ступио је поново у српску војску као потпоручник.
За вријеме српско-турског рата 1876-1877. командује српским добровољцима код Бијељине у чину потпуковника. Посебно се истакао у боју на Бијељини 21. јуна, када је са својим одредом продро у град.
Рањен је у борбама код Бујуклић аде. Због заслуга унапријеђен у пуковника, и одликован Таковским крстом са мачевима и Златном медаљом за храброст.